# Municipio de Harrison (Dakota del Sur)
El municipio de Harrison (en inglés: Harrison Township) es un municipio ubicado en el condado de Spink en el estado estadounidense de Dakota del Sur. En el año 2010 tenía una población de 38 habitantes y una densidad poblacional de 0,41 personas por km².

## Geografía
El municipio de Harrison se encuentra ubicado en las coordenadas 44°45′19″N 98°9′0″O / 44.75528, -98.15000. Según la Oficina del Censo de los Estados Unidos, el municipio tiene una superficie total de 92.86 km², de la cual 92,65 km² corresponden a tierra firme y (0,23 %) 0,21 km² es agua.

## Demografía
Según el censo de 2010, había 38 personas residiendo en el municipio de Harrison. La densidad de población era de 0,41 hab./km². De los 38 habitantes, el municipio de Harrison estaba compuesto por el 100 % blancos. Del total de la población el 0 % eran hispanos o latinos de cualquier raza.